# Racton Monument
Racton Monument är ett monument i Storbritannien.   Det ligger i grevskapet West Sussex och riksdelen England, i den södra delen av landet, 90 km sydväst om huvudstaden London. Racton Monument ligger 60 meter över havet.
Terrängen runt Racton Monument är lite kuperad, och sluttar söderut. Runt Racton Monument är det ganska tätbefolkat, med 134 invånare per kvadratkilometer. Närmaste större samhälle är Portsmouth, 16,2 km sydväst om Racton Monument. Trakten runt Racton Monument består till största delen av jordbruksmark.